# 公子结 (鲁国)
公子结（？—？），姬姓，名结，鲁国公子，鲁庄公时，公子结为卿。
前675年，卫国嫁女于陈国，公子结送鲁女陪嫁，到达鄄地后，听说齐国和宋国在召开盟会讨论进攻鲁国，公子结便不送陪嫁之女，与齐桓公、宋闵公结盟。当年冬季，齐国、宋国、陈国发兵进攻鲁国西部边境。